# Messelit
Messelit (IMA-Symbol Msl) ist ein selten vorkommendes Mineral aus der Mineralklasse der „Phosphate, Arsenate und Vanadate“ mit der idealisierten chemischen Zusammensetzung Ca2Fe2+(PO4)2·2H2O und damit chemisch gesehen ein wasserhaltiges Calcium-Eisen-Phosphat. Da bei natürlichen Messeliten allerdings stets ein geringer Teil des Eisens durch Mangan (Mn) ersetzt (substituiert) ist, wird in verschiedenen Quellen meist die Mischformel Ca2(Fe2+,Mn2+)[PO4]2·2H2O angegeben.
Messelit kristallisiert im triklinen Kristallsystem und entwickelt tafelige bis lamellenförmige Kristalle mit einem glasähnlichen Glanz auf den Oberflächen. Meist sind diese zu radialstrahligen, halbkugel- bis kugeligen oder garbenförmigen Mineral-Aggregaten bis etwa 1,5 cm Größe angeordnet. Das Mineral kann aber auch in körnigen Massen auftreten.
In reiner Form kann Messelit farblos und durchsichtig sein. Durch vielfache Lichtbrechung aufgrund von Gitterfehlern oder polykristalliner Ausbildung ist er jedoch überwiegend durchscheinend weiß oder nimmt durch Fremdbeimengungen eine blassgrünlichweiße, grünlichgraue oder rosa Farbe an.

## Etymologie und Geschichte
Entdeckt wurde Messelit zuerst im ehemaligen Ölschiefer-Tagebau und der heute als Fossilienfundort bekannten Grube Messel im hessischen Landkreis Darmstadt-Dieburg. Die Analyse und Erstbeschreibung erfolgte 1889 durch Wilhelm Muthmann, der das Mineral nach dessen Typlokalität benannte.
Ein Aufbewahrungsort für das Typmaterial des Minerals ist nicht dokumentiert.
Da der Messelit bereits lange vor der Gründung der International Mineralogical Association (IMA) bekannt und als eigenständige Mineralart anerkannt war, wurde dies von ihrer Commission on New Minerals, Nomenclature and Classification (CNMNC) übernommen und bezeichnet den Messelit als sogenanntes „grandfathered“ (G) Mineral. Die seit 2021 ebenfalls von der IMA/CNMNC anerkannte Kurzbezeichnung (auch Mineral-Symbol) von Messelit lautet „Msl“.

## Klassifikation
Bereits in der zuletzt 1977 überarbeiteten 8. Auflage der Mineralsystematik nach Strunz gehörte der Messelit zur Mineralklasse der „Phosphate, Arsenate und Vanadate“ und dort zur Abteilung „Wasserhaltige Phosphate, Arsenate und Vanadate ohne fremde Anionen“, wo er zusammen mit Anorthoroselith (ehemals Roselith-β), Cassidyit, Collinsit, Fairfieldit und Talmessit die „Fairfieldit-Reihe“ mit der Systemnummer VII/C.12a innerhalb der „Fairfieldit-Roselith-Gruppe“ bildete.
In der zuletzt 2018 überarbeiteten Lapis-Systematik nach Stefan Weiß, die formal auf der alten Systematik von Karl Hugo Strunz in der 8. Auflage basiert, erhielt das Mineral die System- und Mineralnummer VII/C.17-020. Dies entspricht ebenfalls der Abteilung „Wasserhaltige Phosphate, ohne fremde Anionen“, wo Messelit zusammen mit Anorthoroselith, Brandtit, Cassidyit, Collinsit, Fairfieldit, Gaitit, Hillit, Nickeltalmessit, Parabrandtit, Roselith, Rruffit, Talmessit, Wendwilsonit und Zinkroselith die „Fairfieldit-Roselith-Reihe“ mit der Systemnummer VII/C.17 bildet.
Auch die von der IMA zuletzt 2009 aktualisierte 9. Auflage der Strunz’schen Mineralsystematik ordnet den Messelit in die Abteilung der „Phosphate usw. ohne zusätzliche Anionen; mit H2O“ ein. Diese ist allerdings weiter unterteilt nach der relativen Größe der beteiligten Kationen und dem Stoffmengenverhältnis der Phosphat-, Arsenat- bzw. Vanadatkomplexe zum Wassergehalt, so dass das Mineral entsprechend seiner Zusammensetzung in der Unterabteilung „Mit großen und mittelgroßen Kationen; RO4 : H2O = 1 : 1“ zu finden ist, wo es zusammen mit Anorthoroselith, Cassidyit, Collinsit, Fairfieldit, Gaitit, Hillit, Nickeltalmessit, Parabrandtit und Talmessit die „Fairfielditgruppe“ mit der Systemnummer 8.CG.05 bildet.
In der vorwiegend im englischen Sprachraum gebräuchlichen Systematik der Minerale nach Dana hat Messelit die System- und Mineralnummer 40.02.02.02. Dies entspricht ebenfalls der Klasse der „Phosphate, Arsenate und Vanadate“ und dort der Abteilung „Wasserhaltige Phosphate etc.“, wo das Mineral zusammen mit Anorthoroselith, Cassidyit, Collinsit, Fairfieldit, Gaitit, Hillit, Nickeltalmessit, Parabrandtit und Talmessit die „Fairfieldit-Untergruppe (Triklin: P1)“ bildet.

## Chemismus
In chemisch reiner Form von Messelit mit der Endgliedzusammensetzung Ca2Fe2+(PO4)2·2H2O besteht das Mineral im Verhältnis aus je 10 Teilen Sauerstoff (O), zwei Teilen Calcium (Ca) und Phosphor (P), einem Teil Eisen (Fe) und 4 Teilen Wasserstoff pro Formeleinheit. Dies entspricht einem Massenanteil (Gewichtsprozent) von 44,199 Gew.-% P, 22,144 Gew.-% Ca, 17,114 Gew.-% P, 15,428 Gew.-% Fe und 1,114 Gew.-% H.
Bei natürlichen Messeliten, in deren Zusammensetzung ein Teil des Eisens durch Mangan (Mn) ersetzt ist, weicht der Massenanteil der Komponenten entsprechend ab. Bei einem Verhältnis von Fe : Mn = 3 : 1 betragen die Massenanteile beispielsweise 52,63 Gew.-% O, je 10,53 Gew.-% Ca und P, 3,95 Gew.-% Fe, 1,32 Gew.-% Mn und 21,05 Gew.-% H.
Daneben können bei natürlichen Messelitfunden auch Fremdbeimengungen wie unter anderem Magnesium (Mg) enthalten sein.

## Kristallstruktur
Messelit kristallisiert in der triklinen Raumgruppe P1 (Raumgruppen-Nr. 2) mit den Gitterparametern a = 5,480 Å; b = 5,759 Å; c = 6,569 Å; α = 90,18°; β = 102,62° und γ = 108,45° sowie einer Formeleinheit pro Elementarzelle.

## Modifikationen und Varietäten
Die Verbindung Ca2Fe2+(PO4)2·2H2O (andere Schreibweise auch Ca2Fe(PO4)2(H2O)2) ist dimorph und kommt in der Natur neben dem triklin kristallisierenden Messelit noch als ebenfalls triklin, aber mit anderen Gitterparametern kristallisierender Dondoellit (IMA 2021-048) vor.
Daneben existiert mit Anapait (Ca2Fe2+(PO4)2·4H2O) noch ein höher wasserhaltiges Mineral, genauer ein Tetrahydrat des Calcium-Eisen-Phosphats.

## Bildung und Fundorte

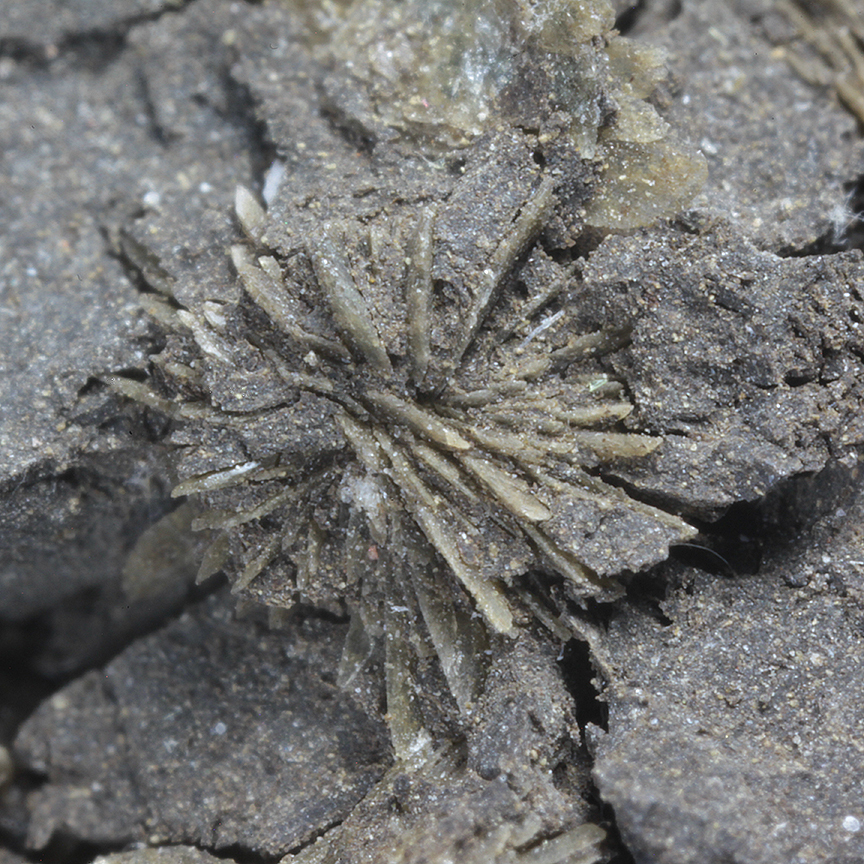
Radialstrahliges Kristall-Aggregat aus der Grube Messel

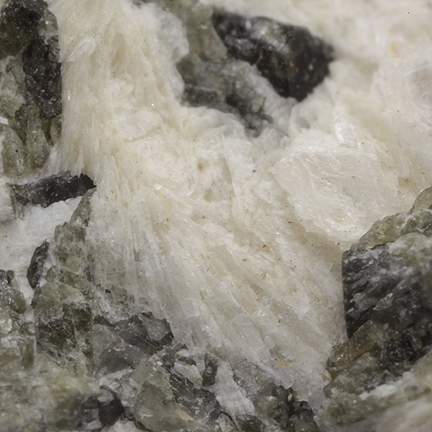
Weißer Messelit mit grünem Arrojadit-(KFe) aus der Palermo-Mine Nr. 1 bei Groton (New Hampshire), USA

Messelit bildet sich als spätes hydrothermales Alterationsprodukt in zonierten komplexen Granit-Pegmatiten. Als Begleitminerale können unter anderem Amblygonit, Anapait, Brasilianit, Eosphorit, Fairfieldit, Goyazit, Graftonit, Herderit, Hureaulith, Ludlamit, Phosphoferrit, Siderit, Triphylin, Vivianit und Whitlockit auftreten.
Als seltene Mineralbildung konnte Messelit nur an wenigen Orten nachgewiesen werden, wobei weltweit bisher rund 50 Vorkommen dokumentiert sind. In Deutschland trat das Mineral außer an seiner Typlokalität in der Grube Messel noch in der nahe gelegenen Grube Prinz von Hessen sowie im Corneliaschacht Hagendorf-Süd (auch Grube Cornelia) in der Oberpfalz und am Hennenkobel (auch Hühnerkobel) nahe Zwiesel (Bayerische Wald) in Niederbayern auf.
Der bisher einzige bekannte Fundort in Österreich ist ein Spodumen-Versuchsabbau bei Brandrücken im Kärntener Bezirk Wolfsberg. Auch in der Schweiz ist mit dem Pontetal (Valle di Ponte) in der Gemeinde Brissago im Kanton Tessin bisher nur ein Fundort dokumentiert.
Weitere Fundorte liegen unter anderem in Brasilien, Finnland, Frankreich, Italien, Japan, Kanada, Marokko, Norwegen, Russland, Schweden, Spanien, Tschechien, der Ukraine und in den Vereinigten Staaten von Amerika (Connecticut, Maine, New Hampshire, North Carolina, South Dakota, Utah).